# Nikolai Kapustin
Nikolai Girschewitsch Kapustin (russisch Николай Гиршевич Капустин; * 22. November 1937 in Gorlowka, Ukrainische SSR, heute Horliwka, Ukraine; † 2. Juli 2020 in Moskau) war ein Komponist und Pianist ukrainisch-russisch-jüdischer Abstammung.

## Leben
Nikolai Kapustin studierte Klavier bei Aurelian Grigorjewitsch Rubbach (Аврелиан Григорьевич Руббах; 1895–1975), einem Schüler von Felix Blumenfeld, der auch Simon Barere und Vladimir Horowitz unterrichtete, und später bei Alexander Goldenweiser am Moskauer Konservatorium, bei dem er 1961 sein Diplom ablegte.
Bereits in den späten 1950er Jahren machte er sich als exzellenter Jazz-Pianist, Arrangeur und Komponist einen Namen. Er hatte zeitweilig ein eigenes Quintett und war gleichzeitig Mitglied von Juri Saulskis Bigband in Moskau. Einen ersten Durchbruch als Komponist hatte er im Jahr 1957, als er mit dieser Band sein Concertino für Klavier und Orchester op. 1 bei den  VI. Weltfestspielen der Jugend und Studenten in Moskau uraufführte. In den Jahren 1961 bis 1972 arbeitete er mit dem Orchester von Oleg Lundstrem zusammen und unternahm zahlreiche Tourneen durch die Sowjetunion. Für Lundstrems Bigband entstanden auch einige der größeren Werke Kapustins.
Im Frühjahr 1972 wechselte Kapustin zum Orchester von Boris Karamyschew, das im Gegensatz zur Band von Lundstrem auch über Streicher verfügte, und arbeitete für diesen als Pianist und Arrangeur bis zur Auflösung des Orchesters im Frühjahr 1977. Noch 1972 komponierte Kapustin in seiner neuen Stellung das Klavierkonzert Nr. 2 op. 14, das im Orchester neben der klassischen Besetzung auch eine Bigband verwendet. Mit diesem Werk bewarb er sich 1975 um die Aufnahme in den Sowjetischen Komponistenverband. 1980 wurde er dort tatsächlich Mitglied, was einer offiziellen Anerkennung seines Schaffens durch den Staat gleichkam.
1977 wurde er schließlich Mitglied des Staatlichen Russischen Film-Orchesters (russisch: Российский государственный симфонический оркестр кинематографии). Ab 1984 arbeitete er dann als freiberuflicher Komponist und Pianist.
Kapustin lebte seit seiner Studienzeit in Moskau. Er starb Anfang Juli 2020 im Alter von 82 Jahren. Der in den USA lehrende Physiker Anton Kapustin ist sein Sohn.

## Werk
In seinen Kompositionen vereinigte er verschiedene Einflüsse, indem er Jazzfloskeln in formelle klassische Strukturen brachte. Ein besonderes Beispiel ist seine Suite in the Old Style op. 28 (1977), welche zur Klangwelt der Jazz-Improvisation gehört, aber zugleich nach den Prinzipien barocker Suiten, wie zum Beispiel den Partiten für Klavier von Johann Sebastian Bach, aufgebaut ist. Ein weiteres Beispiel sind seine 24 Präludien und Fugen op. 82, entstanden 1997, und die Sonatina op. 100.
Kapustin sah sich selbst eher als Komponist denn als Jazzmusiker. Er sagte: „Ich war nie ein Jazzmusiker. Ich habe nie versucht, ein wahrer Jazzpianist zu sein, aber ich musste es sein, um des Komponierens willen. Ich interessiere mich nicht für Improvisation – und was wäre ein Jazzmusiker ohne Improvisation? Alle Improvisation meinerseits ist natürlich niedergeschrieben und sie ist dadurch viel besser geworden; es ließ sie reifen.“
Sein Werk umfasst u. a. 20 Klaviersonaten, 6 Klavierkonzerte, weitere Instrumentalkonzerte, Sammlungen von Klaviervariationen, Etüden und Konzertstudien.

## Interpretationen
Kapustins Schaffen war selbst in seiner Heimat lange Zeit kaum bekannt. Einer der Wenigen, die es kannten und schätzten, war Nikolai Petrow, der auch ein Werk Kapustins für die Schallplatte einspielte. Einige seiner Klavierwerke hat auch Kapustin selbst eingespielt.
International bekannt wurde er erst, als der Pianist Steven Osborne im Jahre 2000 eine CD mit Werken Kapustins veröffentlichte, die mit dem Preis der Deutschen Schallplattenkritik ausgezeichnet wurde. Daraufhin nahmen zunehmend auch andere Pianisten seine teilweise extrem virtuosen Werke in ihr Repertoire auf und verbreiteten sie auf CDs. Zu nennen sind Elisaveta Blumina, Frank Dupree, Marc-André Hamelin, Sukyeon Kim, Christopher Park, Roman Rofalski, Myron Romanul, John Salmon, Konstantin Semilakovs, der blinde japanische Pianist Nobuyuki Tsujii, Yeol Eum Son, Shan-shan Sun und Yuja Wang.

## Kompositionen (Auswahl)

### Klavierwerke
- 20 Klaviersonaten

- op. 28: Suite in the Old Style (1977)
- op. 36: Toccatina (1983)
- op. 40: Acht Konzertetüden, Nr. 1–8 (1984)
- op. 41: Variationen (1984)
- op. 53: 24 Preludes in Jazz-Style
- op. 59: 10 Bagatellen (1991)
- op. 66: 3 Impromptus (1991)
- op. 67: Drei Etüden
- op. 82: 24 Preludes and Fugues (1997) – Mainz: Schott, 2014
- op. 100: Sonatina

### Violoncello und Klavier
- op. 96: Elegie (1999)
- op. 97: Burlesque (1999)
- op. 98: Nearly Waltz (1999)
- op. 63: Sonate für Violoncello und Klavier Nr. 1
- op. 84: Sonate für Violoncello und Klavier Nr. 2

### Klavier und Orchester
- op. 1: Concertino für Klavier und Orchester (1957)
- op. 2: Klavierkonzert Nr. 1 (1961)
- op. 3: Variations für Klavier und Bigband (1961)
- op. 8: Toccata für Klavier und Bigband (1964)
- op. 14: Klavierkonzert Nr. 2 (1972) – öffentliche Uraufführung 1980 in Moskau, Nikolai Kapustin (Klavier), Orchester Boris Karamyschew
- op. 16: Nocturne G-Dur für Klavier und Orchester (1972) – Uraufführung am 21. November 2016 in Moskau, A Bu (Klavier), Moscow Jazz Orchestra, Leitung Igor Butman
- op. 19: Etüde für Klavier und Orchester (1974)
- op. 20: Nocturne für Klavier und Orchester (1974)
- op. 25: Konzert-Rhapsodie für Klavier und Orchester (1976)
- op. 29: Scherzo für Klavier und Orchester (1976)
- op. 33: Stück für zwei Klaviere und Orchester (1982)
- op. 48: Klavierkonzert Nr. 3 (1985) – Uraufführung am 6. November 2016 in Tokio, Masahiro Kawakami (Klavier), Orchestra of the Tokyo College of Music, Daisuke Soga (Dirigent)
- op. 56: Klavierkonzert Nr. 4, in einem Satz (1990) – Uraufführung 2011, Ludmil Angelov (Klavier), Spanish Chamber Orchestra
- op. 72: Klavierkonzert Nr. 5 (1993)
- op. 74: Klavierkonzert Nr. 6 (1993)
- op. 104: Konzert für zwei Klaviere und Percussion (2002)
- op. 147: Klavierkonzert Nr. 1 (revidierte Fassung, 2012)

### Violoncello und Orchester
- op. 85: Konzert für Violoncello und Orchester Nr. 1 (1997)